# Valle Vista, Arizona
Valle Vista je naseljeno područje za statističke svrhe u američkoj saveznoj državi Arizona. Prema popisu stanovništva iz 2010. u njemu je živjelo 1,659 stanovnika.